# Stuifzand (dorp)
Stuifzand (Drents: Stoefzaand) is een dorp in de gemeente Hoogeveen in de Nederlandse provincie Drenthe. Een klein stukje noordelijk deel van het dorp is echter gelegen in de gemeente Midden-Drenthe. Op 1 januari 2023 telde Stuifzand (gemeente Hoogeveen) 680 inwoners, op een oppervlakte van 7,71 km². Van het gedeelte van het dorp dat in de gemeente Midden-Drenthe ligt, zijn geen inwonertallen en oppervlakte bekend, aangezien het CBS, dit gedeelte niet als zodanig afgebakende wijk/buurt heeft ingedeeld.

## Geschiedenis
Waarschijnlijk was de streek waar het dorp ligt al in de oertijd bewoond. Als in de 17e eeuw de veenafgravingen in Hoogeveen en omgeving beginnen, is Stuifzand een plaats waar alleen stropers en vrijbuiters wonen. Pas halverwege de 19e eeuw wordt Stuifzand opgenomen in de gemeente Ruinen en komt er een onderwijzer in het dorp wonen.
Rond 1920 krijgt Stuifzand een doorgaande weg naar Hoogeveen en wordt het isolement definitief opgeheven. Sinds de gemeentelijke herindeling in Drenthe, eind 20e eeuw, hoort Stuifzand bij de gemeente Hoogeveen.
Het dorp kent een aantal historisch interessante objecten. Zo zou het kleinste huis van Drenthe in Stuifzand staan en heeft Vincent van Gogh hier korte tijd verbleven in de voormalige herberg 'De Sleutel'. Verder staat in Stuifzand het voormalige Ned. Hervormde Evangelisatiegebouw Bethel.

## Voorzieningen
In dorp staat een openbare basisschool voor coöperatief onderwijs, genaamd 'De Zandloper'. In 2023 waren er 52 leerlingen.

## Natuur
Het Drentse Landschap beheert rond Stuifzand natuurgebieden zoals het 31 hectare grote Kremboon bosreservaat en het 115 ha. grote gebied van de Boerveensche plassen. Omdat deze beschermd zijn behoudt het dorp haar landelijk karakter.

## Externe link

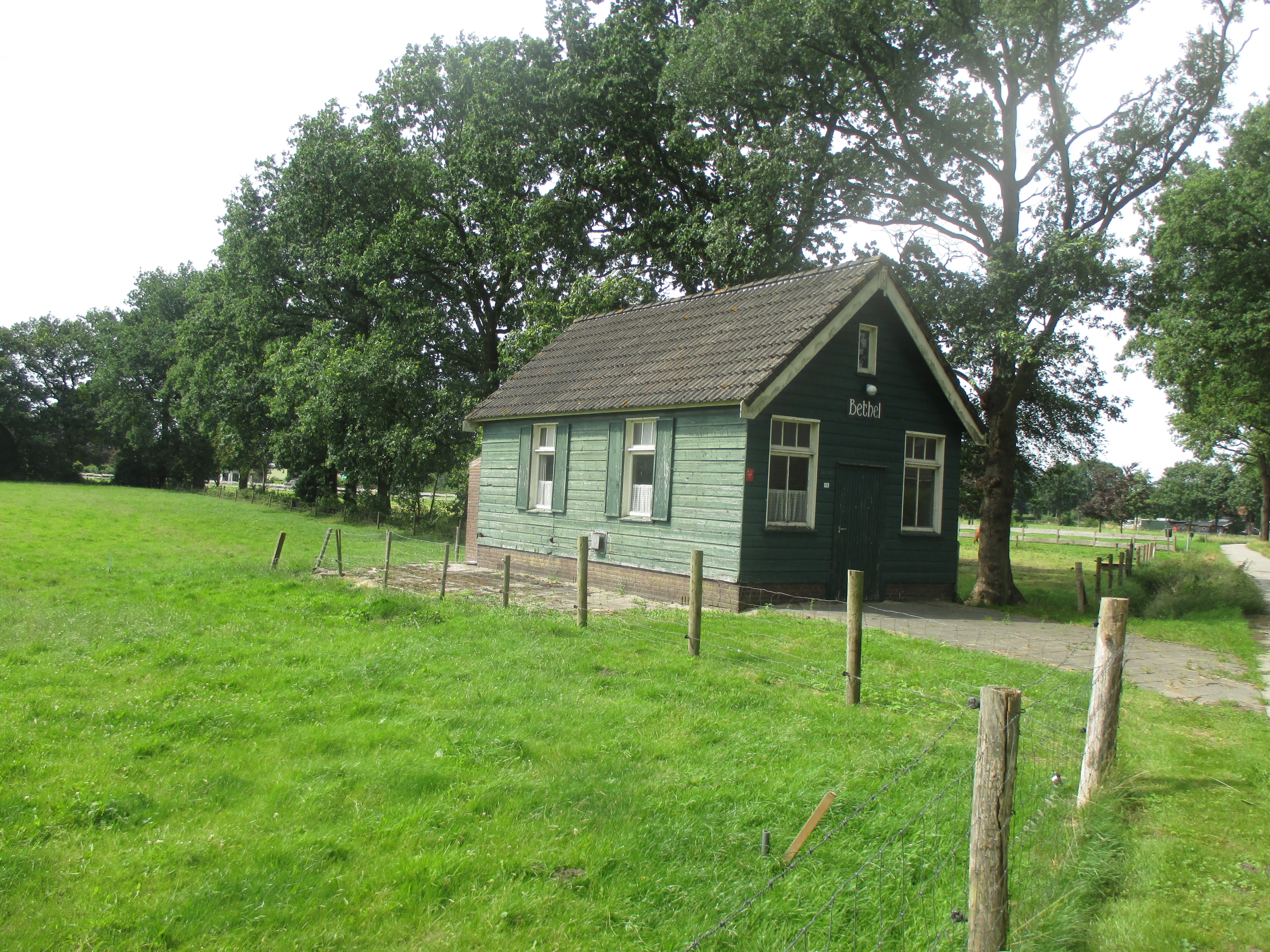
Evangelisatiegebouw Bethel